# حسین بشیریه
حسین بَشیریه (زاده ۱۳۳۲ در همدان) جامعه‌شناس و پژوهشگر علوم سیاسی است. پژوهش‌های او بیشتر در حوزه تئوری‌های انقلاب، جامعه‌شناسی سیاسی، جامعه‌شناسی سیاسی ایران، توسعه سیاسی و اندیشه سیاسی در غرب است.

## زندگی
حسین بشیریه در سال ۱۳۳۲ در همدان متولد شد. وی لیسانس خود را در رشته علوم سیاسی از دانشگاه تهران گرفت و سپس برای ادامه تحصیل به انگلستان رفت. در سال ۱۹۷۹ در رشته رفتارشناسی سیاسی از دانشگاه اسکس انگلستان فوق لیسانس دریافت کرد و در سال ۱۹۸۲ موفق به اخذ درجه دکترا در رشته تئوری سیاسی از دانشگاه لیورپول شد.

## تدریس
حسین بشیریه با نوشته‌های متعدد خود و نیز تدریس علوم سیاسی در دانشگاه تهران به مدت ۲۴ سال (۱۹۸۳–۲۰۰۷) بر دانش و عمل سیاسی در ایران تأثیر شایانی گذاشته است. بشیریه به ویژه در توسعه جامعه‌شناسی سیاسی در ایران نقش اصلی را داشته است. او در سال ۱۳۸۷ به دلیل آنچه «غیبت غیرمجاز» خوانده شد از دانشگاه تهران اخراج شد و به آمریکا رفت و در دانشکده علم سیاست دانشگاه سیراکیوز نیویورک مشغول به تدریس شد.

## آثار
از حسین بشیریه تألیف‌ها و ترجمه‌های متعددی به زبان‌های فارسی و انگلیسی منتشر شده است. از جمله:

### تألیف
- The state and revolution in iran. St. Martin’s press, New York, ۱۹۸۴
- انقلاب و بسیج سیاسی، انتشارات دانشگاه تهران، چاپ اول ۱۳۷۲
- دولت عقل: ده گفتار در فلسفه و جامعه‌شناسی سیاسی، نشر علوم نوین، ۱۳۷۴
- جامعه‌شناسی سیاسی: نقش نیروهای اجتماعی در زندگی سیاسی، نشر نی، چاپ اول ۱۳۷۴
- تاریخ اندیشه‌های سیاسی در قرن بیستم: جلد اول: اندیشه‌های مارکسیستی، نشر نی، چاپ اول ۱۳۷۶
- جامعه‌شناسی تجدد، انتشارات نقد و نظر، ۱۳۷۸
- دولت و جامعه مدنی: گفتمان‌های جامعه‌شناسی سیاسی، انتشارات نقد و نظر، ۱۳۷۸
- تاریخ اندیشه‌های سیاسی در قرن بیستم، جلد دوم: لیبرالیسم و محافظه کاری، نشر نی، چاپ اول ۱۳۷۸
- جامعه مدنی و توسعه سیاسی در ایران: گفتارهایی در جامعه‌شناسی سیاسی، نشر علوم نوین، ۱۳۷۸
- سیری در نظریه‌های جدید در علوم سیاسی، نشر علوم نوین، ۱۳۷۸
- نظریه‌های فرهنگ در قرن بیستم، نشر آینده پویان، ۱۳۷۹
- موانع توسعه سیاسی در ایران، نشر گام نو، ۱۳۸۰
- درس‌های دموکراسی برای همه، نشر نگاه معاصر، ۱۳۸۰
- آموزش دانش سیاسی، نشر نگاه معاصر، ۱۳۸۰
- دیباچه‌ای بر جامعه‌شناسی سیاسی ایران: دوره جمهوری اسلامی، نگاه معاصر، ۱۳۸۱[۶]
- گذار به مردم سالاری، نشر نگاه معاصر، ۱۳۸۶
- زمینه‌های اجتماعی انقلاب ایران، نشر نگاه معاصر، مترجم: علی اردستانی، ۱۳۹۳
- از بحران تا فروپاشی (کندوکاوی در ماندگاری یا آسیب‌پذیری نظام‌های سیاسی)، نگاه معاصر، ۱۳۹۴.

- احیای علوم سیاسی، نشر نی، ۱۳۹۶
- از این‌جا تا ناکجا: دیباچه ای بر آسیب‌شناسی سیاسی، نشر نی، ۱۳۹۸
- گذری بر تحول بنیادهای فکری و فلسفی قرن بیستم: تقریرات درس حسین بشیریه در دانشکده حقوق و علوم سیاسی - ۱۳۷۶، تنظیم و تدوین درس گفتارها به کوشش علیرضا اسمعیل‌زاد، نشر نگاه معاصر، ۱۴۰۱

### ترجمه
- شرح و نقدی بر فلسفه اجتماعی و سیاسی هگل، نوشته جان پلامناتز، نشر نی، چاپ اول ۱۳۶۷
- ریشه‌های اجتماعی دیکتاتوری و دموکراسی، نوشته برینگتون مور، مرکز نشر دانشگاهی، ۱۳۶۹
- نظریه‌های دولت، نوشته اندرو وینسنت، نشر نی، چاپ اول ۱۳۷۱
- یورگن هابرماس: نقد در حوزه عمومی، نوشته رابرت هولاب، نشر نی، چاپ اول ۱۳۷۵
- هابز، نوشته ریچارد تاک، طرح نو، ۱۳۷۶
- میشل فوکو: فراسوی ساختگرایی و هرمنوتیک، نوشته دریفوس و رابینو، نشر نی، چاپ اول ۱۳۷۶
- لویاتان، نوشته توماس هابز، نشر نی، ۱۳۸۰
- جریان‌های بزرگ در اندیشه غرب، نوشته وان بومر، انتشارات باز، ۱۳۸۰